# Comissari Rex
Kommissar Rex (títol en català: Rex) és un drama del sub-gènere de policial processal originalment d'Àustria i emès del 1994 fins al 2004. El 2008 la sèrie va reviure en una producció austríaca i italiana, i des del 2009 s'ha filmat íntegrament a Itàlia, amb algun episodis localitzats a Àustria.
La sèrie segueix pastor alemany policia Rex, els seus companys i la resta de l'equip de la unitat d'homicidis de la Policia Criminal Austríaca, treballant junts per resoldre crims. Des del 2008, la sèrie se situa a Roma.

## Sinopsi
En Michael, que és l'entrenador d'en Rex, mor sobtadament per una bomba d'un terrorista, llavors, en Rex deixa de menjar i a mesura que passa el temps, els encarregats de la policia canina opten per sacrificar-lo. Però abans que això passi, en Richard Moser, un policia del departament d'homicidis en conèixer la situació del gos, decideix fer-se'n càrrec.
La sèrie original se situa a Viena i s'enfoca en tres investigadors d'una oficina de la Policia Criminal d'Austríaca, especialment la Mordkommission (unitat d'homicidis). A més a més dels tres policies, l'oficina està equipada amb un pastor alemany anomenat Rex, la principal estrella de la sèrie, que fa la funció de gos policia.
L'equip original de l'oficina consta del Richard Moser, l'Ernst Stockinger i en Peter Höllerer. Aquest equip també estava assistit per un forense, l'expert Dr Leo Graf i un policia retirat, en Max Koch. La sèrie ha tingut molts canvis, inclosos en Christian Böck com a substitut per en Stockinger, l'Alexander Brandtner en lloc de Moser i en Fritz Kunz per en Höllerer. La sèrie italiana inclou un equip d'un duo home-sona per en Marc Hoffmann i la Nikki Herzog. El Dr. Graf és l'únic personatge que encara persisteix en tota la sèrie Austríaca.
A la temporada 11, l'acció es trasllada a Roma, amb l'inspector Lorenzo Fabbri tenint cura del gos. La sèrie ara és filmada en Italià i en alemany. Al final de la temporada, Rex sembla que acaba mort quan salta al cap d'en Fabbri per salvar-lo d'una bala mortal. El començament de la temporada 12 mostra com en Rex ha sobreviscut a la bala quan en Fabbri porta en Rex a l'hospital.

## Producció
Per les primeres 10 temporades la sèrie va ésser escrita íntegrament en Alemany vienès, on la majoria de personatges parlaven en aquest dialecte. Es va filmar a Viena i voltants, on algunes localitzacions no van ser correctament situades. Mentre que els subtítols van ser utilitzats per la majoria de cadenes internacionals, la sèrie ha estat doblada en alguns països, incloent França, Itàlia i Catalunya.
Seguint les puntuacions negatives de la vuitena i novena temporada, la sèrie va ésser cancel·lada a mitja producció el 2004, deixant el fil de la història i la temporada final amb només quatre episodis amb un final gens concloent ni clar per acabar la història. Quan la sèrie ja estava molt popularitzada, sobretot a Itàlia i a Àustria, la sèrie reapareix per uns quants anys. El 2007, seguint les negociacions de la cadena italiana RAI s'asseguren els drets per a reviure la sèrie, amb la producció traslladada a Roma. Per la primera temporada a Itàlia, anomenada com a sèrie 11, va ser produïda tant a Àustria com a Itàlia, amb un trasllat a Itàlia a temps complet per la temporada dotzena. Actualment, han estat emeses 15 temporades, amb la 16 en producció. Mentre hi ha alguns episodis rodats en Alemany, la sèrie ha estat filmada en Italià des del 2008.

## Personatges

### Rex
El gos policia, Rex és la principal estrella de la sèrie. Li ensenyen una infinitat de tècniques i trucs, per obrir portes, empènyer objectes, detectar drogues, i d'altres, que el fan ser molt útil en el transcurs de l'episodi. A vegades és ell qui ha d'atrapar el sospitòs, i d'altres li incorporen un sistema GPS per perseguir els sospitosos sense que puguin saber que els estan seguint.
El Rex havia estat raptat quan era un cadell, però s'ho va muntar per poder escapar i fer-se amic d'un nen, ell l'ajuda a resoldre el seu primer cas.
Inicialment, en Rex i en Moser comparteixen un apartament al carrer Marrokanergasse número 18 del tercer districte municipal de Viena, tot i això, els dos han de buscar una altra casa molt al principi de la primera temporada. La casa que troben és propietat d'un home que no vol que entrin gossos, tot i així, en Rex és capaç d'avisar-los quan es produeix una fuita de gas, llavors, l'home deixa que en Moser i en Rex es puguin quedar.

### Companys d'en Rex

#### Richard Moser (Tobias Moretti, 1994–1998)
El primer líder del grup és en Richard "Richie" Moser que, quan comença la primera temporada, s'està divorciant de la seva dona Gina, que s'ha emportat tots els seus mobles. En Moser també està intentant deixar de fumar per problemes de circulació.
Moser salva el gos abans que el sacrifiquin, ja que al seu entrenador el varen matar amb una bomba d'un terrorista i el gos havia deixat de menjar. Ell va dir, "La meva butxaca paga aquest gos, perquè no li puc donar una casa millor?". Ell flirteja amb moltes dones, tot i que té una relació amb la veterinària d'en Rex (tot i que en Rex no l'aprova), ells formen una parella romàntica. A mesura que la vida d'en Moser millora, retorna el seu sentit de l'humor.
A l'escena final de la temporada, en Moser és mort en una línia de tiroteigs quan està salvant el seu amor, Patricia Neuhold (una psicòloga que l'està ajudant amb el cas). Al final, l'escapada del sospitòs, mor en Moser i seguidament se suïcida, en Rex acompanya el cos d'en Moser fins a l'hospital.

## Doblatge
| Personatge          | Actor             | Veu francesa             | Veu castellana      | Veu italiana           | Veu txeca                                | Veu eslovaca     | Veu hongaresa      |
| ------------------- | ----------------- | ------------------------ | ------------------- | ---------------------- | ---------------------------------------- | ---------------- | ------------------ |
| Richard Moser       | Tobias Moretti    | Joël Martineau           | Jorge García Tomé   | Andrea Ward            | Ladislav Běhůnek                         | Alfréd Aczel     | Haás Vander Péter  |
| Alexander Brandtner | Gedeon Burkhard   | Lionel Melet             | Paco Cardona        | Roberto Certomà        | Luboš Ondráček                           | Pavol Višňovský  | Viczián Ottó       |
| Marc Hoffmann       | Alexander Pschill | Éric Aubrahn             | Alejandro Albaiceta | Vittorio Guerrieri     | Martin Sláma                             | Martin Kaprálik  | Selmeczi Roland    |
| Niki Herzog         | Elke Winkens      | Sophie Gormezana         | Gracia Carvajal     | Barbara Berengo Gardin | Jana Štvrtecká                           | Renáta Rundová   | Kisfalvi Krisztina |
| Ernst Stockinger    | Karl Markovics    | Patrick Préjean          | Antonio Villar      | Alberto Caneva         | Aleš Jarý                                | Juraj Predmerský | Végh Péter         |
| Peter Höllerer      | Wolf Bachofner    | Michel Lasorne           | Daniel Palacios     | Giuliano Santi         | Zdeněk Dvořák                            | Ivan Laca        | Gesztesi Károly    |
| Christian Böck      | Heinz Weixelbraun | Nicolas Marié            | Luis Fernando Ríos  | Roberto Draghetti      | Ladislav Cigánek                         | Peter Marcin     | Juhász György      |
| Fritz Kunz          | Martin Weinek     | Pierre Laurent           | -                   | Massimo Rinaldi        | Bedřich Výtisk Zdeněk Bureš Jiří Prager  | Pavol Šajmovič   | Németh Gábor       |
| Dr. Leo Graf        | Gerhard Zemann    | Francis Lax Dider Cherby | Jesús Prieto        | Goffredo Matassi       | Zdeněk Bureš Milan Horský Jaroslav Kuneš | Jozef Šimonovič  | Orosz István       |
| Max Koch            | Fritz Muliar      | Henry Djanik             | Idilio Cardoso      | Franco Chillemi        | Jaroslav Dufek                           | Ivan Krivosudský | Tolnai Miklós      |